# Lubuk Kepayang (Merapi Barat)
Lubuk Kepayang is een bestuurslaag in het regentschap Lahat van de provincie Zuid-Sumatra, Indonesië. Lubuk Kepayang telt 724 inwoners (volkstelling 2010).